# Římskokatolická farnost Záboří nad Labem
Římskokatolická farnost Záboří nad Labem je územním společenstvím římských katolíků v rámci kutnohorsko-poděbradského vikariátu královéhradecké diecéze.

## O farnosti

### Historie
Záboří je poprvé písemně doloženo v roce 1338, kdy zde již existoval románský kostel s plebánií. Kostel si i přes dílčí pozdější úpravy uchoval převážně románskou podobu. Ve druhé půli 20. století přestal být do farnosti ustanovován sídelní duchovní správce a farnost začala být spravována ex currendo z okolí (do roku 2014 z Týnce nad Labem, poté ze Žiželic). 

### Současnost
Farnost je spravována ex currendo z Kutné Hory-Sedlece.
| Kostel              | Místo            | Bohoslužba             | Bohoslužba             | Poznámka        |
| ------------------- | ---------------- | ---------------------- | ---------------------- | --------------- |
| Kostel sv. Kateřiny | Svatá Kateřina   | neslouží se pravidelně | neslouží se pravidelně | filiální kostel |
| Kostel sv. Prokopa  | Záboří nad Labem | pátek                  | 16.00                  | farní kostel    |